# Ziyoda
Ziyoda O’tkurovna Kabilova (ur. 7 stycznia 1989 w Taszkencie) – uzbecka piosenkarka i kompozytorka. Swoje utwory wykonuje po uzbecku i persku. 

## Wybrane piosenki
- Parvona
- Sabbai Sayyod
- Hay Layli
- Dekaramtu
- Sevmaganman (cover "Wild Dances" Rusłany)
- Yoʻllarim
- Super Kelinchak
- Hayotim Bu
- Ichim yonar
- Yuragimsan
- Har soniya
- Shaddod Qiz
- Baxt Toʻla